# Семёновка (Псковская область)
Семёновка — деревня в составе Лобковской волости в Невельском районе Псковской области. Расположена в 23 километрах к юго-востоку от районного центра, города Невеля и в 7 километрах от границы с Белоруссией. Рядом с деревней находится живописные озёра Шесто и Глубокое. Входит в состав Лобковской волости. Население 5 человек - все пенсионеры. 